# Sermilik Fjord

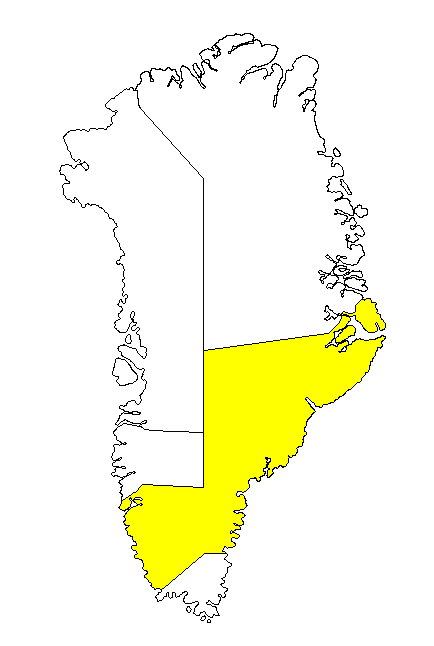
Comune di Sermersooq, dove si trova il Fiordo di Sermilik

Il fiordo di Sermilik è un fiordo della Groenlandia di 50 km. Si trova a 61°52'N 49°06'O; appartiene al comune di Sermersooq.